# Suzy Carrier
Suzy Carrier est une actrice française née à Moulins (Allier) le 13 novembre 1922 et morte à Grasse le 29 novembre 1999.

## Biographie
Orpheline à l'âge de deux ans, Suzy Carrier est élevée par sa grand-mère au sein d'une famille bourgeoise de Vichy. Décidée à devenir actrice de cinéma, malgré l'opposition de sa famille, elle est formée par René Alexandre (1885-1946) et, à 18 ans, est reçue première au concours d'entrée du Conservatoire.
En 1942, Jean Delannoy lui offre le rôle de Sybille de Ransac dans Pontcarral, colonel d'Empire, elle enchaîne ensuite les films. En 1957, un grave accident automobile à Paris, rue de Ponthieu, met brutalement fin à sa carrière. Elle reprend connaissance après trois jours de coma, mais a des troubles de mémoire. Après quatre années de convalescence, elle décide d'arrêter le cinéma.
Elle épouse en secondes noces le comte Alexandre Borgia (de la célèbre famille des Borgia de Florence), et devient gérante d'un complexe commercial à Courchevel pendant l'hiver et d'un hôtel au Cap d'Antibes pendant l'été. Elle repose au cimetière Sainte-Brigitte de Grasse sous une parcelle de terre.

## Filmographie
- 1942 : Pontcarral, colonel d'Empire de Jean Delannoy - (Sybille)
- 1942 : Secrets de Pierre Blanchar - (Claire)
- 1942 : Étoiles de demain - court métrage - de René Guy-Grand - (Dans son propre rôle)
- 1943 : L'Escalier sans fin de Georges Lacombe - (Anne Périer)
- 1943 : L'aventure est au coin de la rue de Jacques Daniel-Norman - (Arlette)
- 1945 : Les Clandestins d'André E. Chotin - (Yvonne)
- 1945 : Dorothée cherche l'amour d'Edmond T. Gréville - (Dorothée)
- 1946 : Gringalet d'André Berthomieu - (Josette)
- 1946 : Désarroi de Robert-Paul Dagan
- 1946 : Pas si bête d'André Berthomieu - (Nicole, la cousine de Léon)
- 1947 : Bichon de René Jayet - (Christiane)
- 1947 : Le Diamant de cent sous de Jacques Daniel-Norman
- 1947 : Un flic de Maurice de Canonge - (Josette)
- 1947 : Une mort sans importance d'Yvan Noë - (Suzy)
- 1947 : Halte... Police ! de Jacques Séverac - (Nicole Artaud)
- 1948 : La vie est un rêve de Jacques Séverac
- 1948 : Trois Garçons, une fille de Maurice Labro - (Christine Dourville)
- 1949 : Histoires extraordinaires de Jean Faurez - un court métrage en est sorti en 1954 sous le titre : L'Invitation à la valse - (Léontine)
- 1950 : Dakota 308 de Jacques Daniel-Norman - (Clara Sanders)
- 1950 : Les vacances finissent demain d'Yvan Noé - (Denise)
- 1950 : Les Mémoires de la vache Yolande d'Ernst Neubach - (Isabelle)
- 1953 : L'Invitation à la valse - court métrage - de Jean Faurez
- 1953 : Le Père de Mademoiselle de Marcel L'Herbier - (Françoise Marinier)
- 1954 : Fantaisie d'un jour de Pierre Cardinal - (Thérèse Bénard)
- 1955 : Marie-Antoinette reine de France de Jean Delannoy - (Madame Elisabeth)
- 1974 : Seul le vent connaît la réponse de Alfred Vohrer - petit rôle non crédité

## Théâtre
- 1943 : La Dame de minuit de Jean de Létraz, mise en scène Denis d'Inès, Théâtre de l'Apollo
- 1950 : La Grande Pauline et les Petits Chinois de René Aubert, mise en scène Pierre Valde,  Théâtre de l'Étoile